# يوهان ميتزجر
يوهان ميتزجر (بالألمانية: Johann Christian Metzger) (و. 1789 – 1852 م) هو عالم نبات من ألمانيا . ولد في لار بادن وورتمبرغ .
توفي في باد ويلدباد ، عن عمر يناهز 63 عاماً.